# Achyuta Deva Raya
Achyuta Deva Raya (... – 1542) fu un sovrano dell'Impero Vijayanagara dell'India meridionale.
Era il fratello minore di Krishna Deva Raya, al quale succedette nel 1529. Patrocinò il poeta Kannada Chatu Vittalanatha e il grande cantante Purandaradasa (Padre della musica Carnatica) e lo studioso sanscrito Rajanatha Dindima II. Al momento della sua morte la successione venne messa in discussione. Suo nipote, Sadasiva Raya, infine divenne il nuovo sovrano mentre era ancora un bambino, sotto il magistero di Aliya Rama Raya, un genero di Krishna Deva Raya.
Il periodo di regno in cui Achyuta Raya divenne sovrano fu un'epoca difficile. La pace e la prosperità raggiunta sotto Krishna Deva Raya stavano volgendo al termine. Sia i feudatari, che i nemici, erano in attesa di un'occasione per far cadere l'impero. Inoltre, Achyuta Raya dovette confrontarsi con il potente Aliya Rama Raya, nella competizione per il trono.
Ismail Adil Shah di Bijapur invase e conquistò il daob (striscia di terra tra due fiumi) di Raichur. Fortunatamente i Gajapati di Orissa e Quli Qutub Shah di Golconda vennero arrestati e respinti. Achyuta Raya e il suo generale Salakaraju Tirumala combatterono una campagna militare nel sud per riportare i capi di Travancore e Ummatur sotto il loro controllo. Successivamente invase il doab a nord, riuscendo a riprendere le fortezze di Raichur e Mudgal.
Due opere in sanscrito, Achyutabhyudayam e Varadambikaparinayam, descrivono la vita e il governo di Achyuta in dettaglio.
Durante tutto il suo regno, Achyuta Raya, dovette confrontarsi con le manipolazioni di Rama Raya, che con la sua capacità aveva sostituito molti dei servitori del Regno nelle posizioni di prestigio con uomini sotto il suo favore. In più di un'occasione il sultanato di Bahmani svolsero il ruolo di mediazione tra il re e Aliya Rama Raya nel gioco di potere. Questo però indebolì ulteriormente il regno. Nel 1542 Aliya Rama Raya imprigionò Achyuta durante un colpo di Stato e pose Sadasiva Raya sul trono. Aliya Raya Rama divenne il de-facto il nuovo sovrano, lasciando pochissimo potere nelle mani di Sadasiva Raya.
Il tempio di Tiruvengalanatha venne costruito a Vijayanagara durante questi anni di regno, e divenne conosciuto con il nome di tempio di Achyutaraya, piuttosto che con il nome della divinità, Venkateshwara, il cui tempio fu dedicato.